# La Ballade de l'impossible (film)
Pour plus de détails, voir Fiche technique et Distribution.
La Ballade de l'impossible (ノルウェイの森, Noruwei no mori) est un film japonais réalisé par Trần Anh Hùng,  et sorti en 2010. C'est une adaptation du roman homonyme de Haruki Murakami.

## Synopsis
L'histoire se passe à Tokyo, à la fin des années 1960. Kizuki, le meilleur ami de Watanabe, s'est suicidé. Watanabe quitte alors Kobé et s’installe à Tokyo pour commencer ses études universitaires à l'université Waseda. Il réside dans un dortoir étudiant élitiste et conservateur, Wakeijuku. Alors qu’un peu partout, les étudiants se révoltent contre les institutions, la vie de Watanabe est, elle aussi, bouleversée quand il retrouve Naoko, ancienne petite amie de Kizuki. Fragile et repliée sur elle-même, Naoko n’a pas encore surmonté la mort de Kizuki. Watanabe et Naoko passent les dimanches ensemble et le soir de l’anniversaire des 20 ans de Naoko, ils font l’amour. Mais le lendemain, elle disparaît sans laisser de traces. Watanabe semble alors mettre sa vie en suspension depuis la perte inexplicable de ce premier amour. Lorsque enfin il reçoit une lettre de Naoko, il vient à peine de rencontrer Midori, belle, drôle et vive qui ne demande qu’à lui offrir son amour.

## Fiche technique
- Titre : La Ballade de l'impossible
- Titre original : ノルウェイの森 (Noruwei no mori?)
- Titre anglophone : Norwegian Wood
- Réalisateur : Trần Anh Hùng
- Scénario : Trần Anh Hùng, d'après le roman homonyme de Haruki Murakami
- Photographie : Mark Lee Ping-Bin
- Musique : Jonny Greenwood, Can, The Beatles
- Décors et costumes : Yên Khê Luguern
- Producteurs : Chihiro Kameyama et Shinji Ogawa
- Format : couleur — 2,35:1 — 35 mm
- Genre : drame
- Durée : 131 minutes
- Dates de sortie :
  - Japon : 11 décembre 2010[1]
  - France : 4 mai 2011[2]

## Distribution
- Ken'ichi Matsuyama : Watanabe
- Rinko Kikuchi : Naoko
- Kiko Mizuhara : Midori
- Tetsuji Tamayama : Nagasawa
- Kengo Kōra : Kizuki
- Reika Kirishima : Reiko Ishida
- Eriko Hatsune : Hatsumi
- Shigesato Itoi : le professeur
- Haruomi Hosono : le disquaire
- Yukihiro Takahashi : le gardien

## Festivals
Le film est sélectionné dans les festivals suivants :
- 2010 : Mostra de Venise compétition officielle
- 2011 : Festival international d'Istanbul
- 2011 : Festival du nouveau cinéma de Montréal